# Gallionella
Gallionella är ett släkte av järnbakterier. Dess klassificering är ännu osäker, varför den klassificeras i en egen familj, Gallionellaceae. Den första och enda säkerställda arten, Gallionella ferruginea, beskrevs 1836. Gallionella är en bönformig, gramnegativ kemoautotrof som utvinner energi genom att oxidera järnjoner. Den bildar under vissa förhållanden en lång, tvinnad stjälk, som kan bli 100 gånger längre än organismen själv.
Gallionella kan orsaka rost i järnstrukturer och stopp i vattensystem. Den är inte farlig för människor, men kan orsaka järnsmak i dricksvatten.

## Metabolism och förökning

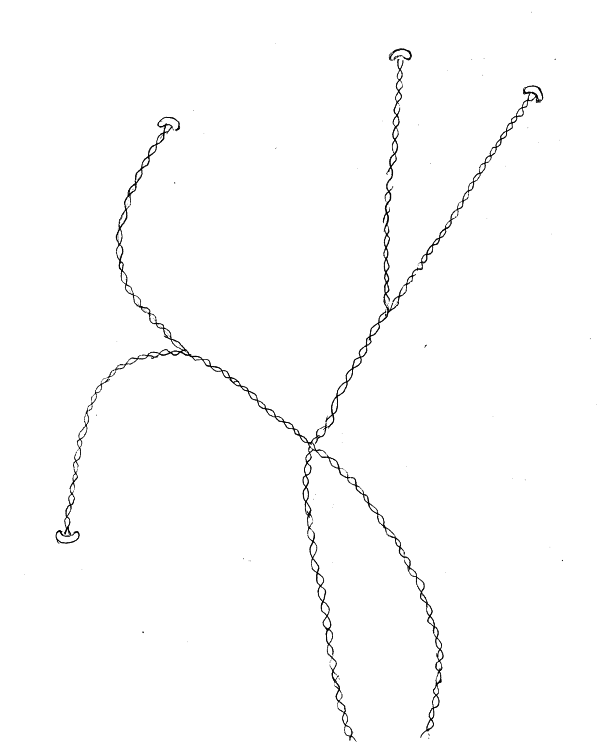
Teckning av Gallionella-celler vars stjälkar har förgreningar till följd av celldelning.

Under förutsättning att miljön är pH-neutral använder Gallionella oxidering av järnjoner (Fe2+) med syre (O2) för att utvinna energi:
Fe2+ + ¼ O2 + H+ → Fe3+ + ½ H2O
Fe3+ + 3 H2O → Fe(OH)3 + 3 H+
Restprodukten, järn(III)oxidhydroxid, exkreteras i form av ett band, som bildar den vridna stjälken. Stjälken är vriden eftersom den ena kanten av bandet växer snabbare än den andra. Uppemot en halv millimeter band produceras per generation (tiden mellan två celldelningar). Under goda förhållanden sker celldelning med 17 timmars mellanrum; i laboratoriemiljöer så ofta som var 11:e timme. Vid celldelning delas stjälken upp mellan de två nya bakterierna.

## Förekomst och påverkan

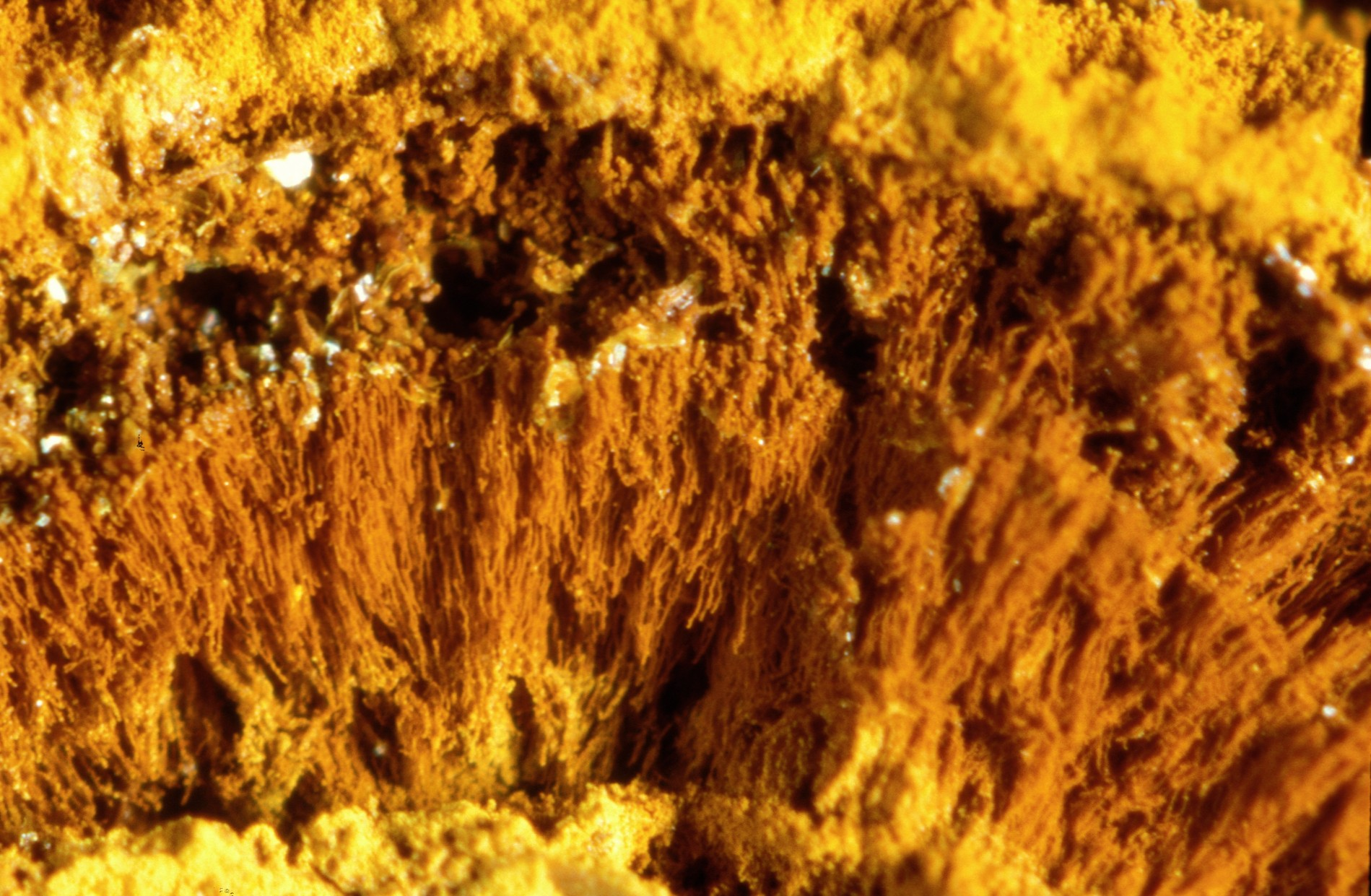
Gallionella-bakterier har bildat ett lager av järnoxider i ett järnrör för dricksvatten. Bilden mäter 2,5×1,7 mm

Gallionella förekommer där det finns järnrikt vatten, men kräver gynnsamma förhållanden för att trivas.
Till följd av sin metabolism kan Gallionella orsaka rost och försvagningar i järnstrukturer. I mars 2015 meddelade Trafikverket att Sundsvallsbron, som hade invigts tre månader tidigare, hade drabbats av rost, vilket visade sig bero på bakterien.
I filter och andra system som leder järnrikt vatten, såsom värmepumpar, kan Gallionella orsaka stopp genom att den bildar en sörja bestående av järnoxider och bakteriernas stjälkar.